# Station Cerme
Cerme is een spoorwegstation in Gresik in de Indonesische provincie Oost-Java.

## Bestemmingen
- KRD Sulam: naar Station Surabaya Pasarturien Station Lamongan
- KRD Bojonegoro: naar Station Surabaya Pasarturien Station Bojonegoro
- KRD Babat: naar Station Surabaya Pasarturien Station Babat